# .lb
.lb là tên miền quốc gia cấp cao nhất (ccTLD) của Liban.
Quy định đăng ký chính thức đó là phải có chứng nhận thương hiệu tại Liban với tên chính xác được đăng ký (bỏ đi tên miền và tên nhãn cấp hai được đăng ký cùng). Tuy nhiên, chứng nhận mẫu ở trang đăng ký được cho là "chứng nhận tên thương mại", cho thấy cơ quan đăng ký không rõ ràng trong sự phân biệt giữa tên thương mại và thương hiệu.
Người đăng ký mỗi tên miền con (.com.lb, .edu.lb, v.v.) phải trình chứng nhận cho thấy cơ quan thuộc cùng loại với tên miền con đó. Ngoài ra, tên đăng ký yêu cầu phải là độc nhất với toàn tên miền .lb khác (ví dụ, example.com.lb và example.org.lb không được cùng đăng ký) vì cơ quan đăng ký muốn giữ khả năng có thể bỏ yêu cầu đăng ký tên miền cấp 3 và chuyển toàn bộ sang cấp 2.